# Yanguna
Genre
Yanguna est un genre de lépidoptères de la famille des Hesperiidae, de la sous-famille des Pyrginae et de la tribu des Pyrrhopygini.

## Dénomination
Le genre Yanguna a été nommé par Edward Yerbury Watson (en) en 1893.

## Liste des espèces
- Yanguna cometes (Cramer, 1779)
- Yanguna cosyra (Druce, 1875)
- Yanguna erebus (Plötz, 1879)
- Yanguna spatiosa Hewitson, 1870
- Yanguna tetricus Bell, 1931
- Yanguna thelersa (Hewitson, 1866)[1].